# Церковь Успения Пресвятой Богородицы (Вознесенская Давидова пустынь)
Храм Успения Пресвятой Богородицы Вознесенской Давидовой пустыни (Успенская церковь) — православный храм мужского монастыря Вознесенская Давидова пустынь в городском округе Чехов, в селе Новый Быт. Относится к Чеховскому благочинию Подольской епархии Русской православной церкви.
Первый деревянный храм в честь Успения Пресвятой Богородицы был построен преподобным Давидом Серпуховским, основателем монастыря Вознесенская Давидова Пустынь, в период 1515—1529 годов. Строительство современного каменного храма было начато в 1732 году и завершено к середине 1740 года. Является памятником архитектуры федерального значения.